# Folle d'elle
Pour plus de détails, voir Fiche technique et Distribution.
Folle d'elle est un film français de Jérôme Cornuau, sorti en 1998.

## Synopsis
De retour d'un reportage à l'étranger, Marc (Jean-Marc Barr), un jeune photographe, trouve sa petite amie dans les bras de son colocataire. Lâché par son rédacteur qui ne lui confie que des reportages sans intérêt, il trouve refuge chez Victor (Philippe Duquesne) et Alex (Frédéric Bouraly), un couple d'amis homosexuels.
De son côté, Lisa (Ophélie Winter), la meilleure amie d'Alex, est en instance de divorce d'un mari Gilles (Gilles Lelouche) qui la trompe sans scrupules et qui lui ment. Souffrant de la solitude, elle aimerait partager sa maison avec « quelqu'un comme Alex ». Exaspérés par les manies de Marc qui est macho et sans-gêne, Victor et Alex vont faire passer ce dernier pour gay afin que Lisa l'accepte comme colocataire.
Marc accepte d'emménager chez Lisa, qui le considère comme un ami. Les deux jeunes gens finissent par se rapprocher, jusqu'à ce que Gilles se manifeste de nouveau et sème la zizanie. Sceptique, l'ex-mari a bien compris que Marc n'était pas si homosexuel que ça. Lisa, d'abord furieuse, finit par découvrir la vérité.

## Fiche technique
Source IMDb
- Titre : Folle d'elle
- Titre international : What I Did for Love
- Réalisation : Jérôme Cornuau
- Scénario : Guy-Pierre Bennet, Franc Caggiano, Mary Logan
- Production : Philippe Rousselet, Lise Fayolle pour Les Films de la Suane
- Montage : Brian Schmitt
- Pays d'origine :  France
- Genre : Comédie
- Format : couleur - 35 mm
- Durée : 95 minutes
- Dates de sortie : 
  - France : 17 juin 1998
  - Belgique : 24 juin 1998

## Distribution
Source IMDb
- Ophélie Winter : Lisa
- Jean-Marc Barr : Marc
- Raquel Welch : Jacqueline
- Philippe Duquesne : Victor
- Frédéric Bouraly : Alex
- Didier Cauchy : Fred
- Dominic Keating : Chris
- Gilles Lellouche : Gilles
- Alexondra Lee : Shirley